# Eresus kollari
Eresus kollari és una espècie d'aranya de la família dels erèsids. Va ser descrita per primera vegada per Walckenaer el 1802, tot i que es va identificar malament. Més tard va ser descrita correctament per Rossi el 1846. És una de les dues espècies que prové de l'espècie nomina dubia Eresus cinnaberinus, que posteriorment havia sigut Eresus niger (actualment desclassificada) de la qual van divergir Eresus cinnaberina i Eresus sandaliatus. Actualment, E. cinnaberinus s'ha classificat en: Eresus kollari i Eresus moravicus. Es creu que està en perill d'extinció.

## Descripció
El seu cos, com la majoria de les aranyes de vellut, s'assembla una mica als de la família de les aranyes saltadores. Els mascles tenen un color contrastat, amb una coloració negra i vermella, mentre que les femelles són completament negres amb pèls groguencs i solen ser més grans. L'opistosoma té aspecte com si fos vellut, fet que els atorga el seu nom comú i està cobert de quetes de color vermell ataronjat amb dos o tres parells de punts negres dorsals, de vegades envoltats d'un cercle blanc. Les potes són negres amb anells blancs a les articulacions. Les potes III i IV tenen quetes vermelles.
La femella és negra amb bolets de color gris clar a marró clar. Fins i tot la seva última muda, el mascle té el mateix color que la femella.
En aquesta espècie trobem un marcat dimorfisme sexual, tant per la coloració esmentada com per la diferència de mida (longitud mascle: 8-11mm; longitud femella: 9-16mm).

## Comportament

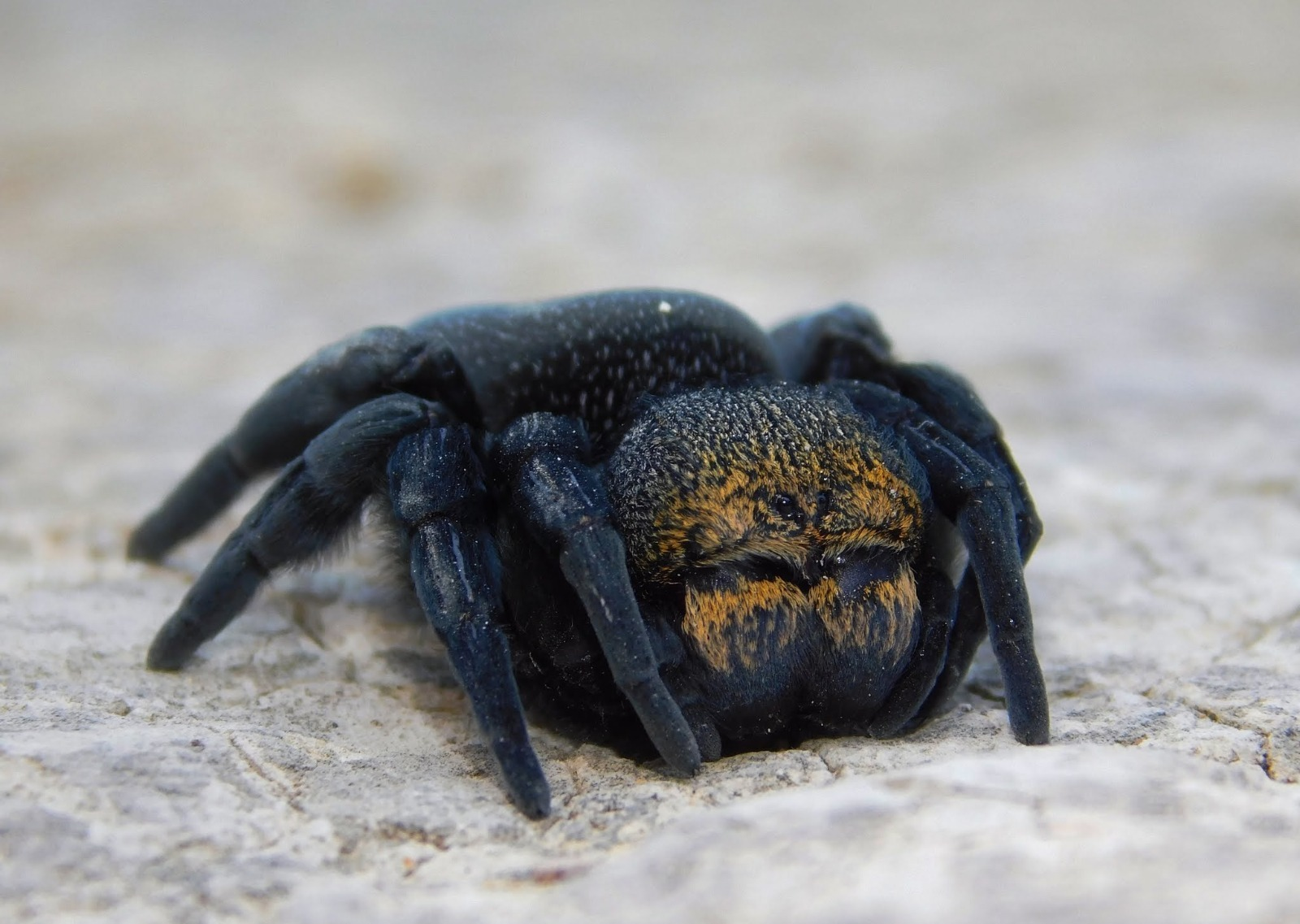
Femella de Eresus kollari

Els mascles maduren als 2,5 anys, mentre que les femelles maduren als 3-4 anys. Només els mascles surten del cau per aparellar-se al final de la seva vida durant un període de 2 setmanes entre agost i octubre. Amb el seu vestit nupcial, busquen femelles amb un diàmetre de 10-12 cm. Els mascles i femelles comparteixen precisament el mateix hàbitat, i tots dos mostren un potencial de dispersió molt baix. Les femelles poden portar un sac d'ous en forma de lent que conté fins a 100 ous, que portarà a un lloc assolellat. Els joves romandran al cau de les femelles i s'alimentaran d'ella després de morir.

## Dieta
La dieta d'Eresus kollari és àmplia i inclou preses de més de 100 tàxons diferents. Les preses més grans són escarabats de la família dels tenebriònids i les més petites, insectes com formigues. La proporció del que mengen es veu influïda per les diferents estratègies de caça que utilitzi l'aranya. Algunes cacen els escarabats de forma activa i altres esperen que les formigues caiguin de forma passiva a les seves xarxes.

## Hàbitat
Habiten en zones càlides amb vegetació solta i baixa. Aquesta aranya passa la major part del temps a les praderies,encara que també s'ha trobat en boscos secs i brillants. Es troba a tot Europa, excepte al nord. Al territori espanyol habita zones protegides i solejades (independentment de l'altitud), presentant certa naturalesa epigea. Sobretot és present a successions secundàries, considerada rara la seva presència en zones de matollars mediterranis com C. oromediterraneus.

## Distribució
Està àmpliament estesa per tot el món, encara que és més fàcil ubicar-la als països temperats, al nord d'Àfrica, Anglaterra, Amèrica Central i Amèrica del Sud. És una espècie protegida a Gran Bretanya i Alemanya per por de la seva desaparició. En la Península Ibèrica s'ha trobat en territoris protegits de muntanya amb matollars en algunes comunitats autònomes.

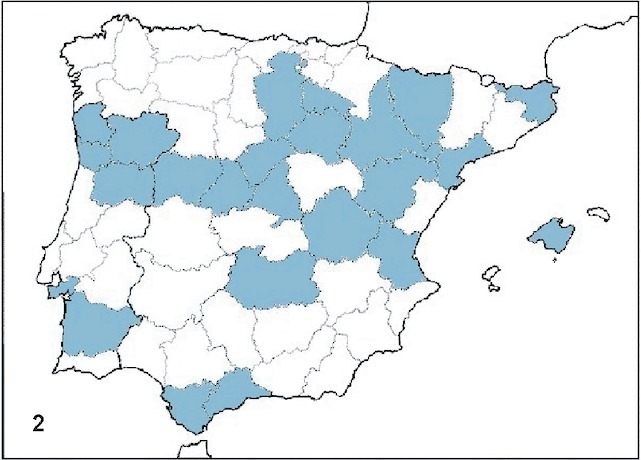
Distribució Peninsula Ibèrica Eresus kollari

## Colònies
Les colònies poden excavar fins a 10 cm de profunditat, i normalment es troben cobertes amb una teranyina embut. Solen formar petites colònies compostes per fins a un parell de dotzenes d'aranyes, però poden arribar a diversos centenars o més.

## Mossegada
Tot i que són de mida petita, els seus quelícers són capaços de penetrar en la pell humana. La seva picadura fa un mal persistent que irradia des del punt de la picada. Pot provocar símptomes de febre, augment de la freqüència cardíaca i mal de cap, que duren unes hores. Tot i això, no és mèdicament significatiu, i després d'uns dies la majoria dels símptomes ja han desaparegut.

## Depredadors
Les femelles de vespa de la família Pompilidae cacen exclusivament al gènere Eresus. Aquestes vespes entren en un cau i busquen l'aranya i la paralitzen amb un verí fort. Seguidament, la femella de vespa pon els ous a l'aranya i, al cap d'uns dies, quan aquests eclouen les larves es mengen l'aranya.

## Subespecies
A causa de la seva àmplia gamma, les subespècies han evolucionat en diferents àrees geogràfiques. El Catàleg mundial d'aranyes actualment enumera 5 subespècies. (a partir de maig de 2016)
- Eresus kollari kollari Rossi, 1846
- Eresus kollari frontalis Latreille, 1819
- Eresus kollari ignicomus Simón, 1914
- Eresus kollari latefasciatus Simon, 1911
- Eresus kollari tricolor Simón, 1873